# ليكس ماكنزي
ليكس ماكنزي هو سياسي كندي، ولد في 1 نوفمبر 1885 في Woodbridge, Ontario ‏ في كندا، وتوفي في 13 مايو 1970 في برامبتون في كندا. نشط حزبياً في حزب أونتاريو المحافظ التقدمي. وقد انتخب عضو برلمان مقاطعة أونتاريو ‏.